# Elecciones provinciales de Manabí de 2019
Las elecciones provinciales de Manabí de 2019 hacen referencia al proceso electoral que se llevó a cabo el 24 de marzo de 2019. Las elecciones provinciales determinaron, por sufragio directo de los electores, las dignidades que encabezarían el consejo provincial por un período de cuatro años comprendidos entre el 2019 y el 2023. Se eligió a un prefecto y viceprefecto en binomio electoral para el período 2019/23.
Leonardo Orlando Arteaga, exdirector del SRI en el gobierno de Rafael Correa, se impuso sorpresivamente en los comicios a los favoritos Jaime Estrada Bonilla y a Clemente Vásquez, quién figuraba como sucesor del prefecto Mariano Zambrano, quien se había aliado con el Partido Social Cristiano.

## Antecedentes
En el año 2015 la Asamblea Nacional de Ecuador aprobó mediante reforma la llamada Reelección Indefinida de todas las autoridades de elección popular, sin embargo, las reformas aprobadas por la Asamblea Nacional en 2015 automáticamente fueron derogadas luego del triunfo de la opción "Sí", en el Referéndum de Ecuador de 2018.

## Desarrollo

### Etapa preelectoral
La etapa preelectoral corre desde el término de las elecciones presidenciales de Ecuador en 2017, durante la cual se perfilan una serie de precandidatos no oficiales. Los partidos designarán a sus candidatos de manera oficial en el mes de noviembre de 2018 cuando se recepten las inscripciones de candidaturas en el Consejo Nacional Electoral.

#### Controversias
El prefecto de Manabí Mariano Zambrano quién había sido sancionado por la Contraloría General del Estado, cristalizó una alianza con el Partido Social Cristiano y el alcalde de Portoviejo Agustín Casanova, alejándose así ambos del partido de gobierno Alianza PAÍS.
En la etapa de inscripciones el candidato Jaime Estrada Bonilla se inscribió con su binomio, a pesar de estar este con impedimento legal, de acuerdo a una sanción administrativa de la Contraloría General del Estado.

## Candidaturas
| Lista          | Logo | Partido / Movimiento | Prefecto                    | Viceprefecto                   | Cargos Previos (Prefecto)                     |
| -------------- | ---- | --- | --------------------------- | ------------------------------ | --------------------------------------------- |
| 3              |      | Partido Sociedad Patriótica | Gustavo Andrade Arellano    | María Auxiliadora Vera Santana | Productor Agrícola                            |
| 4              |      | Movimiento Ecuatoriano Unido | Fernando Rivadeneira Cuzco  | Mónica López Ramírez           | Activista político                            |
| 5              |      | Fuerza Compromiso Social | Leonardo Orlando Arteaga    | Kelly Buenaventura Moreira     | Director Nacional del SRI (2016 - 2017)       |
| 6 65           |      | Alianza por la Unidad Manabita Conformado por: - Partido Social Cristiano - Movimiento Unidad Primero                                        | Clemente Vásquez González   | Izaskun Arana Candela          | Prefecto de Manabí (1992-1996)                |
| 7              |      | Adelante Ecuatoriano Adelante | Jazmín Ponce Parraga        | Eriko Loor Mendoza             |                                               |
| 8 11 12 61     |      | Alianza por el Desarrollo de Manabí Conformado por: - Avanza - Movimiento Justicia Social - Izquierda Democrática - Movimiento MACHETE       | Abel Gómez Cevallos         | Lourdes Mora Pisco             | Presidente de Sindicato de Choferes de Manabí |
| 9              |      | Movimiento Libertad es Pueblo | Gloria Sabando García       | Pedro Villavicencio Loor       | Superintendenta de Bancos (2007 - 2010)       |
| 10             |      | Fuerza Ecuador | Gonzalo Rodríguez Guillén   | María Isabel Guillén Mendoza   | Empresario                                    |
| 18             |      | Pachakutik | Noé Intriago Dávila         | Lucía Robles Bermello          |                                               |
| 19             |      | Unión Ecuatoriana | Lady Álvarez Vera           | Rómulo Quimís                  | Fiscal de espacios acuáticos de Manta         |
| 21 72          |      | Movimiento CREO Movimiento Sí Podemos | Jaime Estrada Bonilla       | Saruka Rodríguez Félix         | Alcalde de Manta (2009 - 2014)                |
| 23             |      | Movimiento SUMA | Tito Nilton Mendoza Ordóñez | Grace Moreira Macías           | Abogado                                       |
| 35 1 17 20 100 |      | Oportunidad y Cambio Conformado por: - Alianza PAÍS - Centro Democrático - Partido Socialista Ecuatoriano - Democracia Sí - Movimiento MEJOR | Ricardo Zambrano Arteaga    | Vanessa Guillén                | Asambleísta Nacional (2013 - 2018)            |
| 51             |      | Concertación | Jorge Arteaga Santana       | Verónica Ponce Ponce           | Comerciante                                   |
| 95             |      | Movimiento Nueva Generación | Jesús Loor Valdivieso       | María Torres Espinosa          | Director Provincial del IESS (2014)           |

## Resultados

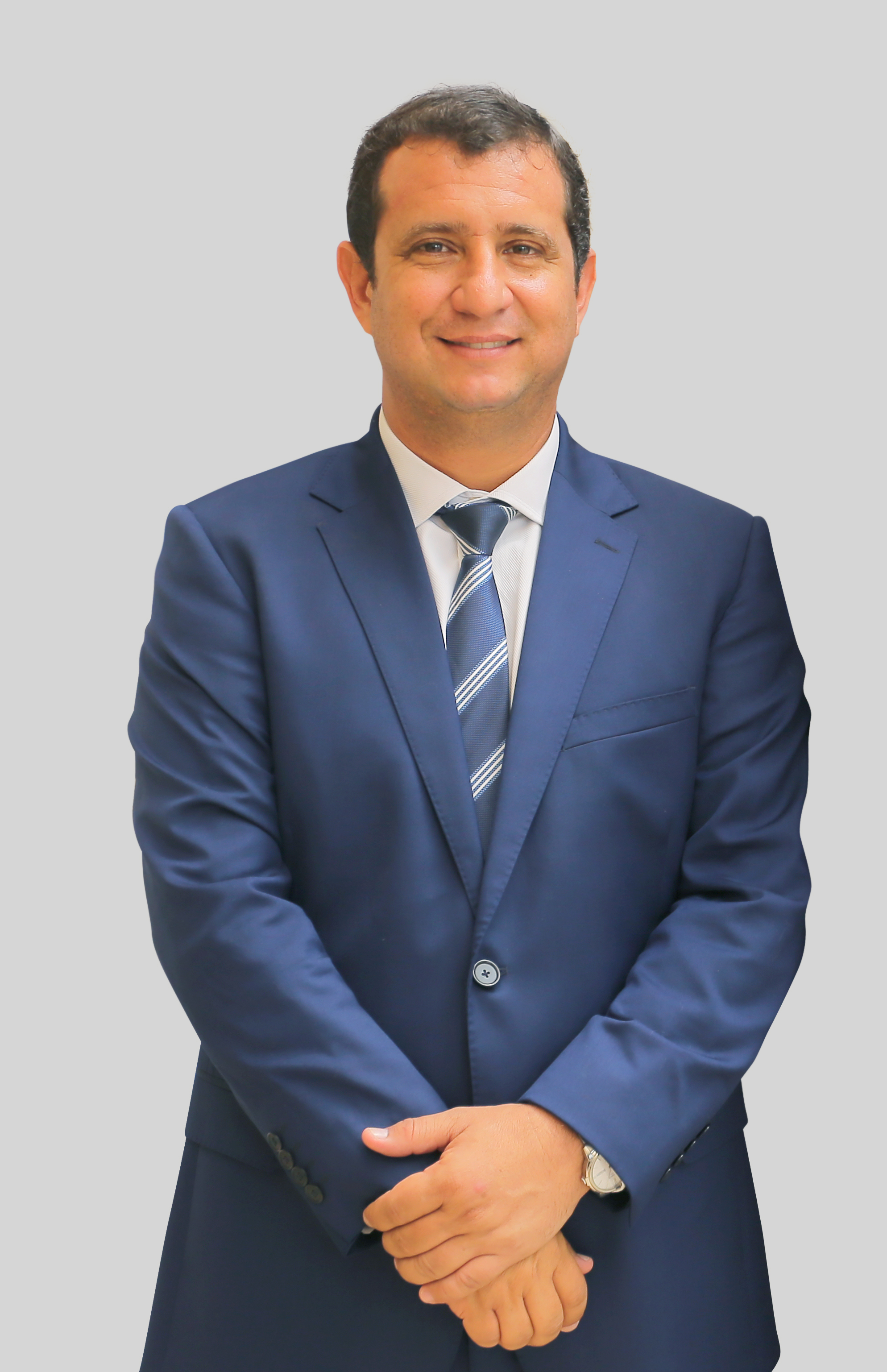
Leonardo Orlando, Prefecto de Manabí electo.

| Lista          | Partido / Movimiento | Candidato                   | Votos  | %      |
| -------------- | --- | --------------------------- | ------ | ------ |
| 3              | Partido Sociedad Patriótica | Gustavo Andrade             | 4598   | 0.62%  |
| 4              | Movimiento Ecuatoriano Unido | Fernando Rivadeneira        | 7357   | 0.99%  |
| 5              | Fuerza Compromiso Social | Leonardo Orlando Arteaga    | 211438 | 28.51% |
| 6 65           | Partido Social Cristiano Movimiento Unidad Primero                                                                                     | Clemente Vásquez            | 153054 | 20.64% |
| 7              | Adelante Ecuatoriano Adelante | Katherin Ponce              | 10918  | 1.47%  |
| 8 11 12 61     | Avanza Movimiento Justicia Social Izquierda Democrática Movimiento de Acción Cívica de Hombres y Mujeres por el Trabajo y la Equidad   | Abel Gómez                  | 17417  | 2.35%  |
| 9              | Movimiento Libertad es Pueblo | Gloria Sabando              | 7701   | 1.04%  |
| 10             | Fuerza Ecuador | Gonzalo Rodríguez           | 19129  | 2.58%  |
| 18             | Pachakutik | Noé Intriago                | 6648   | 2.40%  |
| 19             | Unión Ecuatoriana | Lady Álvarez                | 9747   | 1.31%  |
| 21 72          | Movimiento CREO Movimiento Sí Podemos                                                                                                  | Jaime Estrada Bonilla       | 190590 | 25.70% |
| 23             | Movimiento SUMA | Tito Nilton Mendoza Ordóñez | 22984  | 3.10%  |
| 35 1 17 20 100 | Alianza PAÍS Centro Democrático Partido Socialista Ecuatoriano Democracia Sí Movimiento Emprendimiento Justicia y Oportunidades Reales | Ricardo Zambrano            | 60241  | 8.12%  |
| 51             | Concertación | Jorge Arteaga               | 7589   | 1.02%  |
| 95             | Movimiento Nueva Generación | Jesús Loor                  | 12206  | 1.65%  |